# Nasuhzade Ali Pascià
Nasuhzade Ali Pascià, conosciuto anche come Kara Ali Pascià (in turco Nasuhzade Ali Paşa; Scutari, ... – Chio, 6/7 giugno 1822), è stato un ammiraglio ottomano.

## Biografia
Durante la guerra d'indipendenza greca, fu nominato comandante in capo (capitan pascià) della Marina ottomana alla fine del 1821. In questo ruolo, catturò l'isola di Chio e vi massacrò la popolazione tra marzo e aprile 1822. Circa 20.000 chiani vennero uccisi e 23.000 vennero esiliati.
Nella notte tra il 6 e il 7 giugno 1822 le forze al comando di Konstantinos Kanaris attaccarono la nave ammiraglia della flotta ottomana come vendetta del massacro di Chio. L'ammiraglio stava intrattenendosi in un momento conviviale con gli altri ufficiali per festeggiare la fine del Ramadan quando Kanaris ed i suoi uomini appiccarono il fuoco vicino alla nave con un brulotto. Quando le fiamme raggiunsero la polveriera della stessa, l'esplosione che ne seguì causò la distruzione della nave: gli ottomani persero 2.000 uomini tra marinai, ufficiali e lo stesso Nasuhzade Ali Pascià.